# Adelopoma
Adelopoma é um género de gastrópode  da família Diplommatinidae. 
Este género contém as seguintes espécies:
- Adelopoma stolli
- Adelopoma tucma
- Adelopoma paulistanum